# Тім Краска
Тім Краска — німецький комп'ютерний науковець, що спеціалізується на системах обробки даних та на перетині комп'ютерних систем і машинного навчання. Наразі він є доцентом комп'ютерних наук у Массачусетському технологічному інституті.

## Освіта
Краска отримав ступінь доктора філософії у Швейцарському федеральному технологічному інституті в Цюріху 2010 році, ступінь магістра в Університеті Мюнстера в Німеччині та Університеті Сіднея в 2006 році, а також ступінь бакалавра в галузі інформаційних систем також в Університеті Мюнстера в 2004 році.

## Кар'єра
З 2010 по 2012 рік Краска працював у лабораторії AMPLab Каліфорнійського університету в Берклі як постдокторський науковець. У січні 2013 року Краска приєднався до кафедри комп'ютерних наук Браунського університету на посаді доцента. У цей час він зосередився на управлінні великими даними та гібридних людино-машинних системах баз даних. Пізніше, у січні 2018 року, його було підвищено до ад'юнкт-професора.
Краска брав участь у розробці численних систем даних, таких як створення бази даних на S3, якою вперше запропонували розділення обчислень і зберігання для хмарних систем баз даних, що зараз використовується Snowflake та багатьма іншими системами; Tupleware, фреймворк компіляції для робочих процесів аналізу даних; CrowdDB, система баз даних, яка автоматично використовує краудсорсинг для завдань з очищення даних; та Northstar, інтерактивна система науки про дані. У 2010 році Краска став співзасновником Einblick Analytics, стартапу на базі Northstar, який створює платформу для спільної роботи з даними, що дозволяє командам працювати разом.   
Краска розробив концепцію вивчених індексів, яку він розробив під час роботи в Google. Зараз вона використовується як частина Google BigTable, інтегрована в RocksDB і застосовується в інших додатках, таких як вирівнювання послідовностей ДНК і класифікація інтернет-пакетів.
Краска також розробив перші оптимізовані системи баз даних.
Краска опублікував понад 150 наукових статей, які цитувалися понад 8500 разів і мають h-індекс 43.

## Нагороди
У 2005 році Краска отримав премію Siemens та стипендію магістра інформаційних технологій за видатні досягнення від Сіднейського університету. У 2006 році Краска отримав стипендію Німецької служби академічних обмінів. У 2010 році Краска отримав стипендію Швейцарського національного наукового фонду для перспективних дослідників. Краска отримав нагороду VLDB за кращу демонстраційну роботу в 2011 році та нагороду VLDB за ранню кар'єру в 2018 році.
Краска отримав нагороду NSF Career Award у 2015 році,  Google Faculty Research Award у 2015 році за свою пропозицію "Human-In-the-Loop Data Exploration", VMware Systems Research Award у 2017 році та Intel Outstanding Researcher Award у 2021 році.
Краска був головою комп'ютерної секції на конференції SIGMOD у 2016 році, а також заступником голови програми на конференції у 2019 році. У 2017 році Краска був нагороджений стипендією Sloan Research Fellowship в галузі комп'ютерних наук.
Краска є членом консультативної ради Північно-Східного інноваційного хабу великих даних.

## Наукові публікації
- Ембер Фенг, Майкл Франклін, Дональд Коссманн, Тім Краска, Семюел Медден, Сукріті Рамеш, Рейнольд Сін, «CrowdDB: Sourcing the VLDB Crowd» (Demo Paper), Proceedings of the VLDB Endowment (PVLDB), 4(12), pp. 1387–1390, 2011. [34]
- Jiannan Wang, Tim Kraska, Michael J. Franklin, Jianhua Feng, «CrowdER: Crowdsourcing Entity Resolution», Proceedings of the VLDB Endowment (PVLDB), 5(11), pp. 1483–1494, 2012. [35]
- Маттіас Брантнер, Девід Граф, Даніела Флореску, Дональд Коссманн, Тім Краска, «Створення бази даних на S3», матеріали міжнародної конференції ACM SIGMOD з управління даними (SIGMOD), стор. 251–264, 2008. [36]
- Тім Краска, Аміт Талвалкар, Джон Дучі, Реан Гріффіт, Майкл Франклін, Майкл Джордан, «MLbase: система розподіленого машинного навчання», матеріали конференції з дослідження інноваційних систем даних (CIDR), 2013. [37]
- Тім Краска, Алекс Ботель, Ед Х. Чі, Джеффрі Дін, Неокліс Полізотіс, «Приклад для вивчених індексних структур», Матеріали міжнародної конференції ACM SIGMOD з управління даними (SIGMOD), стор. 489–504, 2018. [38]
- Дональд Коссманн, Тім Краска, Саймон Лоесінг, «Оцінка альтернативних архітектур для обробки транзакцій у хмарі», Матеріали міжнародної конференції ACM SIGMOD з управління даними (SIGMOD), стор. 579–590, 2010. [39]
- Тім Краска, Мартін Хентшель, Густаво Алонсо, Дональд Коссманн, «Нормування узгодженості в хмарі: платіть лише тоді, коли це важливо», Праці фонду VLDB (PVLDB), 2(1), стор. 253–264, 2009. [40]
- Тім Краска, Джин Панг, Майкл Франклін, Семюел Медден, Алан Фекете, «MDCC: узгодженість кількох центрів обробки даних», матеріали конференції Eurosys, стор. 113–126, 2013. [41]
- Карстен Бінніг, Дональд Коссманн, Тім Краска, Саймон Лоезінг, «Як погода завтра?» Towards a Benchmark for the Cloud», DBTest Workshop спільно з SIGMOD 2009, Провіденс, Род-Айленд, 2009. [42]
- Jiannan Wang, Guoliang Li, Tim Kraska, Michael J. Franklin, Jianhua Feng, “Leveraging Transitive Relations for Crowdsourced Joins,” Proceedings of the ACM SIGMOD International Conference on Management of Data (SIGMOD), стор. 229–240, 2013. [43]

## Патенти
- «Детальний і одночасний доступ до віртуального диска в розподіленій системі», заявка США №. 12/350,197, липень 2009 р. [44]
- «Обчислювальна платформа візуальних даних із використанням механізму прогресивних обчислень», тимчасова заявка, липень 2021 р. Зеюан Шан, Емануель Зграгген, Бенедетто Буратті, Філіпп Айхманн, Навід Карімеддіні, Чарлі Майєр, Уеслі Раннелс, Тім Краска.